# Шарашидзе, Зера Ахмедовна
Зера Ахмедовна Шарашидзе, в девичестве — Чамба (3 мая 1927 года, село Батум-Орта, АССР Аджаристан, ССР Грузия — 1995 год, село Чаисубани, Аджария, Грузия) — колхозница колхоза имени Тельмана Батумского района, Аджарская АССР, Грузинская ССР. Герой Социалистического Труда (1949).

## Биография
Родилась в 1927 году в крестьянской семье в селе Батум-Орта (в настоящее время — северный пригород Батуми Чаисубани) Батумского района. Окончила местную неполную среднюю школу. С 1941 года трудилась рядовой колхозницей на чайной плантации колхоза имени Тельмана Батумского района.
В течение нескольких лет показывала выдающиеся трудовые результате в чаеводстве. В 1948 году собрала 6197 килограмм чайного листа на участке на участке площадью 0,5 гектара. Указом Президиума Верховного Совета СССР от 29 августа 1949 года удостоена звания Героя Социалистического Труда за «получение высоких урожаев сортового зелёного чайного листа и цитрусовых плодов в 1948 году» с вручением ордена Ленина и золотой медали «Серп и Молот» (№ 4512).
Этим же Указом званием Героя Социалистического Труда были также награждены труженицы совхоза имени Тельмана Асия Хусейновна Беридзе и Мерием Сулеймановна Чамба.
Трудилась в колхозе до выхода на пенсию. Проживала в родном селе Чаисубани. Умерла в 1995 году.